# Nemti (Ungarn)
Nemti ist eine ungarische Gemeinde im Kreis Bátonyterenye im Komitat Nógrád.

## Geografische Lage
Nemti liegt in Nordungarn, fünfeinhalb Kilometer nordöstlich der Kreisstadt Bátonyterenye am rechten Ufer des Flusses Zagyva. Nachbargemeinden sind Dorogháza, Szuha, Mátraterenye und Rákóczibánya.

## Geschichte
Anfang des 20. Jahrhunderts betrieb die Nordungarische Vereinigte Kohlenbergbau- und Industriegesellschaft dort  Braunkohlegruben und es gab einen Steinbruch. Im Jahr 1907 gab es in der damaligen Kleingemeinde 148 Häuser und 919 Einwohner auf einer Fläche von 1805  Katastraljochen. Seit 1939 gehört Ilonabánya, eine ehemalige Bergbausiedlung, westlich des Ortes gelegen, zu Nemti.

## Söhne und Töchter der Gemeinde
- Anettka Fehér (* 1973), Fernsehmoderatorin

## Sehenswürdigkeiten
- Römisch-katholische Kirche Szent Mihály főangyal, erbaut in den 1920er Jahren

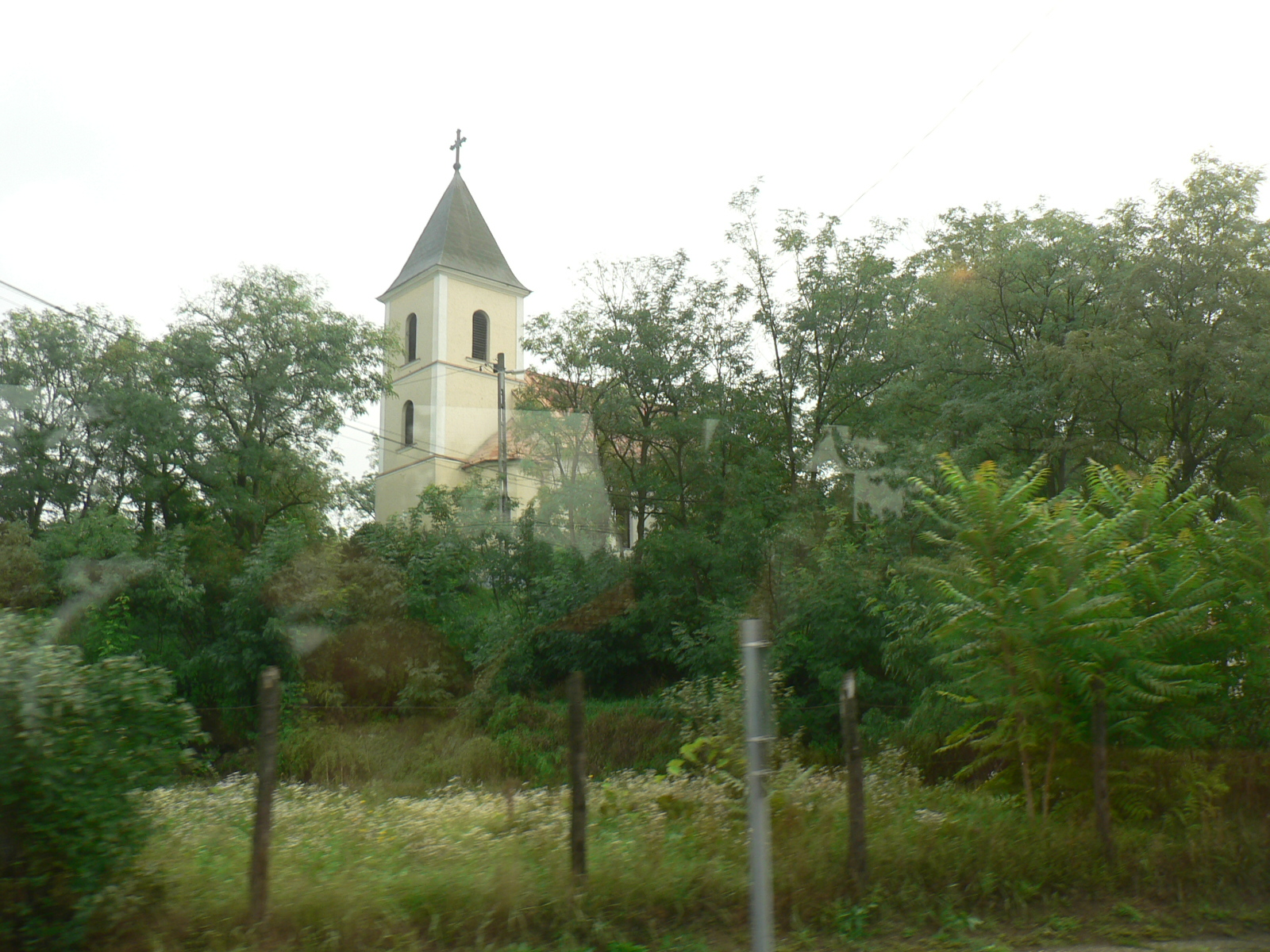
Blick auf die Kirche
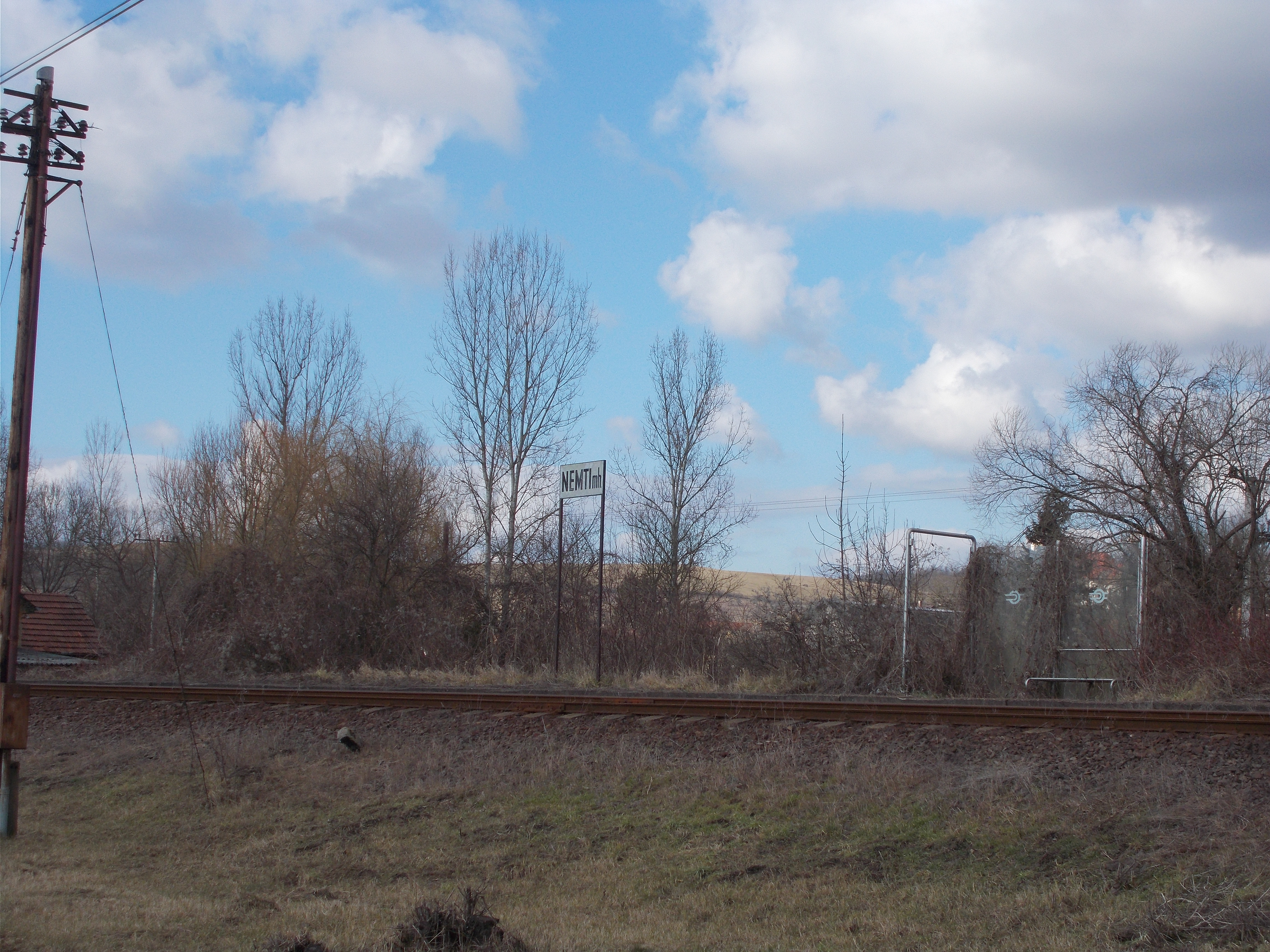
Eisenbahnhaltestelle
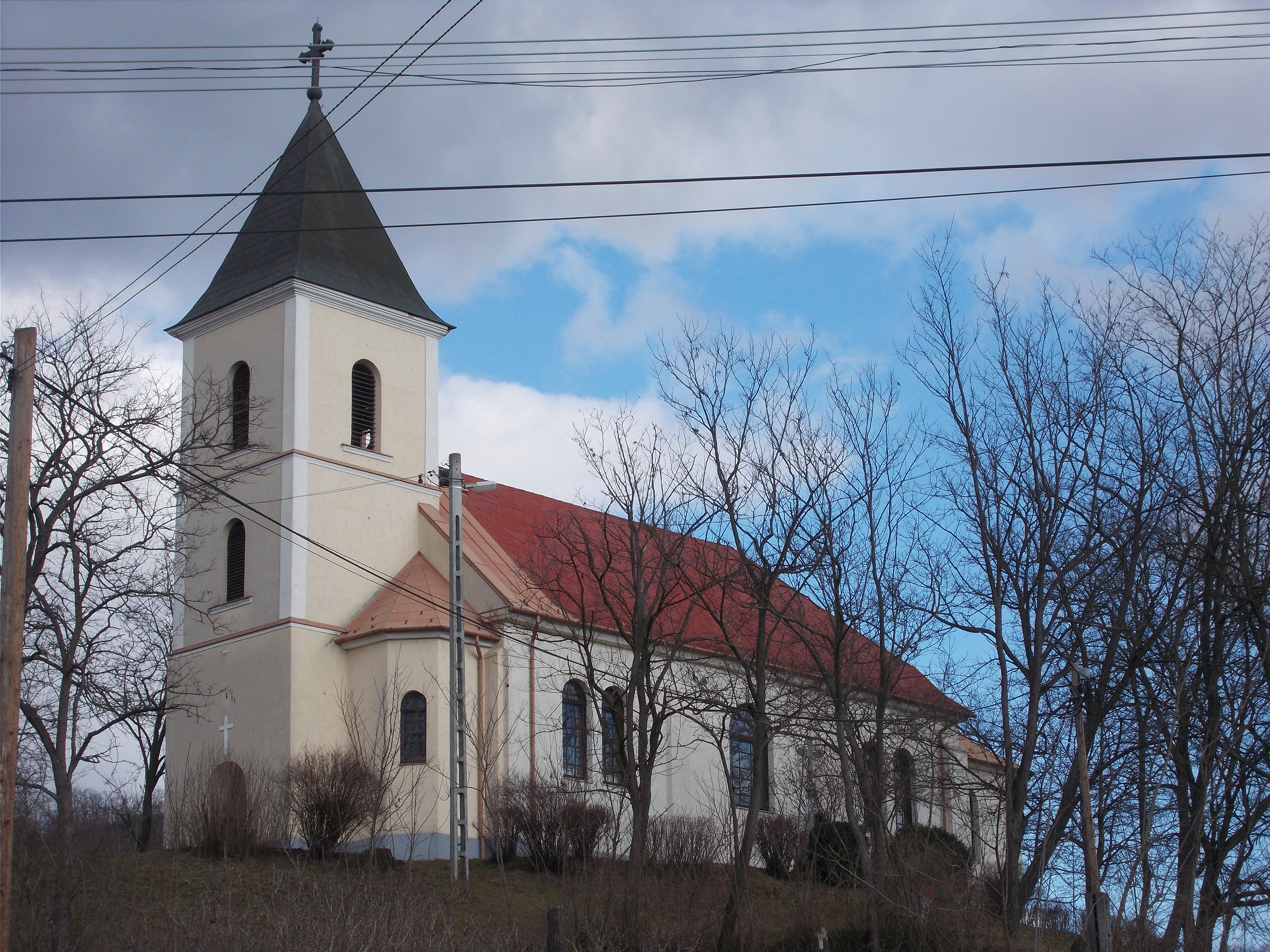
Römisch-katholische Kirche Szent Mihály főangyal

## Verkehr
Durch Nemti verläuft die Hauptstraße Nr. 23. Die Gemeinde liegt an der Eisenbahnstrecke von Kisterenye nach Kál-Kápolna, jedoch wurde der Personenverkehr auf dieser Strecke 2007 eingestellt, so dass Reisende den nächstgelegenen Bahnhof in Kisterenye, einem Stadtteil von Bátonyterenye nutzen müssen. Es bestehen Busverbindungen nach Bátonyterenye, Dorogháza, Szuha, Mátramindszent sowie über Ivád nach Pétervására.